# Castèlnau (Avairon)
Castèlnòu de Mandalhas (en francès Castelnau-de-Mandailles) és un municipi francès situat al departament de l'Avairon i a la regió d'Occitània.

## Demografia
| 1962                                       | 1968 | 1975 | 1982 | 1990 | 1999 |
| ------------------------------------------ | ---- | ---- | ---- | ---- | ---- |
| 494                                        | 612  | 545  | 527  | 521  | 528  |
| Des de 1962: població sense dobles comptes |      |      |      |      |      |

## Administració
| Període | Identitat  | Partit |
| ------- | ---------- | ------ |
| 2001-   | Jean Boyer |        |